# Ricochet (фильм)
Ricochet — документальный фильм о рок-музыканте Дэвиде Боуи, выпущенный в 1984 году. Снятый при содействии самого музыканта, это был второй документальный фильм посвящённый его карьере после Cracked Actor. Однако, в отличие от последнего, снятого BBC для телепередачи Omnibus, Ricochet изначально создавался для коммерческого релиза на VHS.
Фильм был снят режиссёром Джерри Тройной в самом конце гастрольного тура Serious Moonlight Tour. Документальный формат сочетается с путешествиями главного героя по Дальнему Востоку, сценарными повествовательными интермедиями и отредактированными концертными выступлениями. Релиз фильма состоялся в 1984 году на VHS.

## Предыстория
Боуи выпустил свой пятнадцатый студийный альбом Let’s Dance 14 апреля 1983 года. Через несколько недель и альбом, и одноимённый сингл, выпущенный за месяц до этого, заняли верхние строчки чартов по обе стороны Атлантики. Лонгплей не только стал самым успешным в карьере артиста (на тот момент), но и ознаменовал радикальную смену музыкального направления. Let’s Dance не является преднамеренно контркультурной, альтернативной или экспериментальной записью, а был нацелен на широкую аудиторию. Тур в поддержку альбома преследовал ту же цель. Боуи подчёркивал в своих интервью: «Я был очень зол из-за того, что меня считали просто фриком… Я не буду пытаться выделываться на публику. Вы не увидите […] странного Зигги или что-то в этом роде. Я просто собираюсь быть собой, хорошо проводить время, насколько получится […] Моей предпосылкой для этого турне было: заново представить себя аудитории».
Serious Moonlight Tour проходил с 18 мая по 8 декабря 1983 года, стартовав в Vorst Forest Nationaal (Брюссель) и закончившись в Гонконгском Колизее. Первоначально планировалось, что тур завершится в Окленде (Новая Зеландия) 26 ноября. Однако после того, как Боуи получил предоплату в размере 1,5 миллиона долларов за выступление на фестивале в Сан-Бернардино, музыкант счел, что может продлить тур в странах, где он, скорее всего, понесет убытки. Фестиваль в США, по словам Боуи, «открыл несколько новых мест для шоу, особенно на Дальнем Востоке». После Японии (фигурировавшей в качестве основной части турне) была добавлена серия концертов в Сингапуре, Таиланде и Гонконге, получившая название «Bungle in the Jungle». По словам биографа Николаса Пегга, Боуи действительно хотел провести эти шоу, несмотря на то, что они «с самого начала считались убыточными» даже при сокращении технического персонала, декораций и костюмов.
Четыре концерта «Bungle in the Jungle» были назначены на трёх площадках: Национальном стадионе в Сингапуре (3 декабря), Стадион тайской армии в Бангкоке (5 декабря) и в Гонконгском Колизее (7 и 8 декабря). Чтобы отпраздновать окончание гастролей, Боуи попросил режиссера Джерри Тройна задокументировать путешествие.

## Содержание
В фильме демонстрируется знакомство Боуи с культурой Сингапура, Бангкока и Гонконга и общение с людьми, которых он встречает между выступлениями. Ricochet отражает некоторые сцены из предыдущего документального фильма о музыканте — Cracked Actor. Например, съемки в лимузинах и гостиничных номерах. Однако если в предыдущем фильме Боуи был физически истощен, боролся с кокаиновой зависимостью и находился в нестабильном психическом состоянии, то в Ricochet музыкант полон сил — он загорелый, и «пышет» здоровьем, как физическим так и психологическим. Крис О’Лири писал: «Боуи был воплощением чистоты, британским членом королевской семьи в турне доброй воли по Японии, Австралии, Сингапуру, Гонконгу и Бангкоку… личностью Дэвида Аттенборо, исследующей загадочные культуры Юго-Восточной Азии». Писатель и журналист Чарльз Шаар Мюррей отмечал: «Он стал лихим английским джентльменом в искусстве. Я подумал: „Черт возьми, он превращается в принца Чарльза“». Мюррей — по памяти — описывает, как местные сановники водили Боуи по рынкам и храмам. Однако в фильме таких сцен нет, музыкант бродит по городам в одиночестве. Николас Пегг так комментировал фильм: «Боуи изображается аутсайдером, ускользающим от давления своего рабочего графика, чтобы побродить за границей и познакомиться с экзотической культурой трёх городов.… здесь вспоминается его берлинский период, ощущение, вызванное использованием двух инструменталов из “Heroes” в качестве закадровой музыки».
Еще одно отличие состоит в том, что, хотя Ricochet, как и Cracked Actor, представляет собой документальный фильм с добавлением нескольких концертных эпизодов, в нем есть сцены, поставленные по сценарию. Так, в гонконгскую часть включена история о молодом музыканте, пытающемся собрать деньги, чтобы купить билет на концерт Боуи. В Сингапуре демонстрируются молодые артистки из Китайской оперы. Также в фильме присутствует второстепенная сюжетная линия, согласно которой Боуи преследуют мужчины в темных костюмах и солнцезащитных очках, что, периодически, вызывает у музыканта паранойю. Именно из-за таких эпизодов О’Лири охарактеризовал Ricochet «странным».

## История релиза
Ricochet был выпущен в 1984 году на видеокассете продолжительностью 59 минут. В 2006 году документальный фильм был переиздан в качестве дополнения к переизданию концертного фильма Serious Moonlight. Помимо отреставрированного видео, эта версия также содержит 19 минут новых кадров, не вошедших в оригинальное издание фильма.

## Фоновая музыка и концертные кадры
В отреставрированном и расширенном издании фильма содержатся кадры концертных исполнений следующих песен: «China Girl», «Look Back in Anger», «„Heroes“» и «Fame». Кроме того, другие композиции Боуи (как концертные, так и студийные записи) используются в качестве фоновой музыки. Также в фильме звучит кавер-версия песни Боуи в исполнении китайской группы.
| Название             | Тип                                   | Использование                                                | Хронометраж      | Описание эпизодов |
| -------------------- | ------------------------------------- | ------------------------------------------------------------ | ---------------- | --- |
| «Station to Station» | Концертная запись                     | Фоновая музыка                                               | Короткий отрывок | Боуи прибывает в Гонконг, его встречают фанаты и пресса. |
| «Modern Love»        | Студийная запись альбома Let’s Dance  | Фоновая музыка                                               | Короткий отрывок | Песня звучит поверх китайской радиорекламы концерта Боуи; также во время поездки Боуи в лимузине на репетицию концертной группы. |
| «Ziggy Stardust»     | Репетиция китайской рок-группы        | Аудио- и видеокадры                                          | Короткий отрывок | Боуи в отеле после пресс-конференции; Репетиция китайской рок-группы. |
| «Fashion»            | Концертная запись                     | Фоновая музыка                                               | Средней отрывок  | Ночные уличные сцены, Боуи едет в машине. Китаянка имитирует песню. Изображения женской моды. Различные изображения китайских вывесок и магазинов. Продукты. Барабанщик китайской группы в баре. |
| «Modern Love»        | Студийная запись альбома: Let’s Dance | Фоновая музыка                                               | Короткий отрывок | Песня звучит поверх английской радиорекламы концерта Боуи; уличные видеокадры. |
| «China Girl»         | Концертное выступление Боуи: Гонконг  | Аудио- и видеокадры                                          | Длинный отрезок  | Краткий фрагмент песни звучит, когда китайский барабанщик приходит с билетом на шоу, а также когда на него прибывает сам Боуи. Остальная часть видеокадров — съёмки со сцены. |
| «Look Back in Anger» | Концертное выступление Боуи: Гонконг  | Аудио- и видеокадры                                          | Длинный отрезок  | Большая часть видеокадров — съёмка со сцены. Фрагмент заканчивается тем, что Боуи летит в самолете в следующий город. |
| «Sense of Doubt»     | Студийная запись альбома: «Heroes»    | Фоновая музыка                                               | Длинный отрезок  | Боуи осваивается в гостиничном номере, гуляет по ночным улицам в одиночестве. Путешествие на эскалаторе по оживленной улице, залитой голубым неоновым светом. Одиноко сидит в опустевшем торговом центре. |
| «„Heroes“»           | Концертное выступление Боуи: Сингапур | Аудио- и видеокадры                                          | Длинный отрезок  | Большая часть песни представляет собой кадры сценического выступления Боуи, перемежающиеся с исполнителями, готовящимися к шоу в китайской опере, и их выступлением. В конце эпизода Боуи появляется среди публики китайской оперы. |
| «Ricochet»           | Студийная запись альбома: Let’s Dance | Фоновая музыка                                               | Длинный отрезок  | Боуи едет в машине по ночной улице, сидит за кулисами, гримируется перед концертом, а также выступает на сцене (не с песней «Ricochet»). Музыкант снова едет в машине по ночным улицам. Гуляет по улицам. Заходит в гоу-гоу-бар, после приглашения женщины-зазывалы. Садится в углу бара в одиночестве. Девушки танцуют на сцене. Боуи смотрит по телевизору съёмки с тайской армией. Мужчина в темных очках наблюдает за ним. Боуи едет в такси. Эта фрагмент заканчивается переходом в следующий. |
| «Moss Garden»        | Студийная запись альбома: «Heroes»    | Фоновая музыка (перемежается с традиционной тайской музыкой) | Длинный отрезок  | Ночь. Боуи спрашивает, можно ли нанять небольшую лодку для прогулки по реке. Остальная часть фрагмента снята в этой лодке «от лица Боуи». Мужчина делает зарядку под автострадой у реки. Образы луны. Общение музыканта с традиционным тайским целителем. Видеокадры снятые из лодки — реки на рассвете. |
| «Fame»               | Концертное выступление Боуи: Бангкок  | Аудио- и видеокадры                                          | Длинный отрезок  | Начальный фрагмент: видеокадры лодок и прогулка Боуи по улицах Бангкока. После того как вступает вокал Боуи — начинаются концертные кадры. |
| «Moss Garden»        | Студийная запись альбома: «Heroes»    | Фоновая музыка                                               | Длинный отрезок  | Финальные титры |

## Онлайн-релиз и дополнительные концертные материалы
В начале 2016 года, сразу после смерти Боуи, в сети появилось видеокадры с третьей песней исполненной артистом в Гонконге. Это была неотрепетированная кавер-версия песни Джона Леннона «Imagine». Последнее шоу турне — в Гонконге — состоялось 8 декабря 1983 года, в третью годовщину убийства Леннона.